# Chris Weidman
Christopher J. "Chris" Weidman (n. 17 iunie 1984, Baldwin, Nassau County, New York, Nassau County, New York, SUA) este un luptător american de arte martiale mixte. Weidman a fost campion la categoria mijlocie din UFC într-o ocazie. Este clasificat ca nr. 1 în lume la greutatea medie de către Sherdog.

## Rezultate în MMA
| Rezultate profesioniste |             |              |
| 20 meciuri              | 15 victorii | 5 înfrângeri |
| Prin knockout           | 6           | 5            |
| Prin predare            | 4           | 0            |
| La puncte               | 5           | 0            |

| Rezultat   | La general | Adversar        | Metodă                                 | Eveniment                          | Data                | Runda | Timp | Locația                                  | Note                                                                  |
| ---------- | ---------- | --------------- | -------------------------------------- | ---------------------------------- | ------------------- | ----- | ---- | ---------------------------------------- | --------------------------------------------------------------------- |
| Înfrângere | 15–6       | Uriah Hall      | TKO (leg injury)                       | UFC 261                            | 24 aprilie 2021     | 1     | 0:17 | Jacksonville, Florida, SUA               |                                                                       |
| Victorie   | 15–5       | Omari Akhmedov  | Decizie (unanimă)                      | UFC Fight Night: Lewis vs. Oleinik | 8 august 2020       | 3     | 5:00 | Las Vegas, Nevada, United States         | Revine la categoria mijlocie.                                         |
| Înfrângere | 14–5       | Dominick Reyes  | KO (punches)                           | UFC on ESPN: Reyes vs. Weidman     | 18 octombrie 2019   | 1     | 1:43 | Boston, Massachusetts, United States     | Debutează în categoria semigrea.                                      |
| Înfrângere | 14–4       | Ronaldo Souza   | KO (punches)                           | UFC 230                            | 3 noiembrie 2018    | 3     | 2:46 | New York City, New York, United States   | Fight of the Night.                                                   |
| Victorie   | 14–3       | Kelvin Gastelum | Submission (arm-triangle choke)        | UFC on Fox: Weidman vs. Gastelum   | 22 iulie 2017       | 3     | 3:45 | Uniondale, New York, United States       |                                                                       |
| Înfrângere | 13–3       | Gegard Mousasi  | TKO (knees)                            | UFC 210                            | 8 aprilie 2017      | 2     | 3:13 | Buffalo, New York, United States         |                                                                       |
| Înfrângere | 13–2       | Yoel Romero     | KO (flying knee)                       | UFC 205                            | 12 noiembrie 2016   | 3     | 0:24 | New York City, New York, United States   |                                                                       |
| Înfrângere | 13–1       | Luke Rockhold   | TKO (punches)                          | UFC 194                            | 12 decembrie 2015   | 4     | 3:12 | Las Vegas, Nevada, United States         | Lost the UFC Middleweight Championship. Fight of the Night.           |
| Victorie   | 13–0       | Vitor Belfort   | TKO (punches)                          | UFC 187                            | mai 23, 2015        | 1     | 2:53 | Las Vegas, Nevada, United States         | Defended the UFC Middleweight Championship. Performance of the Night. |
| Victorie   | 12–0       | Lyoto Machida   | Decizie (unanim)                       | UFC 175                            | iulie 5, 2014       | 5     | 5:00 | Las Vegas, Nevada, United States         | Defended the UFC Middleweight Championship. Fight of the Night.       |
| Victorie   | 11–0       | Anderson Silva  | TKO (leg injury)                       | UFC 168                            | decembrie 28, 2013  | 2     | 1:16 | Las Vegas, Nevada, United States         | Defended the UFC Middleweight Championship.                           |
| Victorie   | 10–0       | Anderson Silva  | KO (punches)                           | UFC 162                            | iulie 6, 2013       | 2     | 1:18 | Las Vegas, Nevada, United States         | Won the UFC Middleweight Championship. Knockout of the Night.         |
| Victorie   | 9–0        | Mark Muñoz      | KO (elbow and punches)                 | UFC on Fuel TV: Muñoz vs. Weidman  | iulie 11, 2012      | 2     | 1:37 | San Jose, California, United States      | Knockout of the Night.                                                |
| Victorie   | 8–0        | Demian Maia     | Decizie (unanim)                       | UFC on Fox: Evans vs. Davis        | ianuarie 28, 2012   | 3     | 5:00 | Chicago, Illinois, United States         |                                                                       |
| Victorie   | 7–0        | Tom Lawlor      | Technical Submission (D'Arce choke)    | UFC 139                            | noiembrie 19, 2011  | 1     | 2:07 | San Jose, California, United States      |                                                                       |
| Victorie   | 6–0        | Jesse Bongfeldt | Submission (standing guillotine choke) | UFC 131                            | iunie 11, 2011      | 1     | 4:54 | Vancouver, British Columbia, Canada      | Submission of the Night.                                              |
| Victorie   | 5–0        | Alessio Sakara  | Decizie (unanim)                       | UFC Live: Sanchez vs. Kampmann     | martie 3, 2011      | 3     | 5:00 | Louisville, Kentucky, United States      |                                                                       |
| Victorie   | 4–0        | Valdir Araújo   | Decizie (unanim)                       | Ring of Combat 33                  | decembrie 3, 2010   | 3     | 5:00 | Atlantic City, New Jersey, United States | Defended the Ring of Combat Middleweight Championship.                |
| Victorie   | 3–0        | Uriah Hall      | TKO (punches)                          | Ring of Combat 31                  | septembrie 24, 2010 | 1     | 3:06 | Atlantic City, New Jersey, United States | Middleweight debut. Won the Ring of Combat Middleweight Championship. |
| Victorie   | 2–0        | Mike Stewart    | TKO (punches)                          | Ring of Combat 24                  | aprilie 17, 2009    | 1     | 2:38 | Atlantic City, New Jersey, United States | Catchweight (190 lbs) bout.                                           |
| Victorie   | 1–0        | Reubem Lopes    | Submission (kimura)                    | Ring of Combat 23                  | februarie 20, 2009  | 1     | 1:35 | Atlantic City, New Jersey, United States | Catchweight (190 lbs) bout.                                           |